# Biblioteca Luis Ángel Arango
A biblioteca Luis Ángel Arango é uma biblioteca situada no bairro La Candelaria, no centro de Bogotá, Colômbia. Conta com mais de 2 000 000 de instâncias, um área de 45 000 m² (metros quadrados), seis andares, dois sotãos. Ao dia recebe mais de 5.000 utentes, e a sua biblioteca virtual teve mais de 14 000 000 de visitas em 2012. A sede actual foi inaugurada a 20 de fevereiro de 1958 pelo Banco da República, instituição a que pertence. Leva o nome de quem a promoveu, o Gerente do Banco da República de 1947 a 1957. É a cabeça da Rede de Bibliotecas do Banco da República, que inclui vinte e duas sedes em diferentes cidades da Colômbia: Buenaventura, Cartagena, Florencia, Girardo, Honda, Ibagué, Ipiales, Leticia, Riohacha, Manizales, Pasto, Pereira, Popayán, Quibdó, San Andrés, Santa Marta, Sincelejo, Tunja, Neiva, Montería e Valledupar. A biblioteca é uma das mais importantes da América Latina, e uma das mais visitadas do mundo.

## História
Quando se fundou o Banco da República em 1923, recebeu uma pequena colecção do Diário Oficial e livros sobre assuntos económicos, memórias de fazenda e publicações legais da Junta de Conversão, entidade que até essa data tinha a seu cargo a substituição do papel numerário por bilhetes com respaldo em ouro. Com eles se abriu uma pequena biblioteca, para os servidores públicos do Emissor, que funcionava no edifício Pedro A. López, sede do Banco naquele tempo (atualmente é sede do Ministério de Agricultura).
A colecção cresceu lentamente, e em 1932 nomeou-se a primeira bibliotecária. Um ano depois a revista do Banco publicou o seguinte aviso: «Com o desejo de fomentar os estudos económicos, o Banco da República tem resolvido pôr ao serviço dos estudantes e das pessoas aficionadas a estas questões, a biblioteca da instituição, instalada em amplo e cómodo local e bem provista de livros e revistas. Com tal fim, a biblioteca estará aberta para o público, a partir do próxima 3 de julho, todos os dias (com excepção dos sábados e os feriados), das 2 às 4 ½ da tarde». Em pouco tempo a biblioteca contava com 10 000 volumes, em sua maioria relacionados com atividade bancária, legislação nacional e estrangeira, economia política, fazenda pública e negócios.

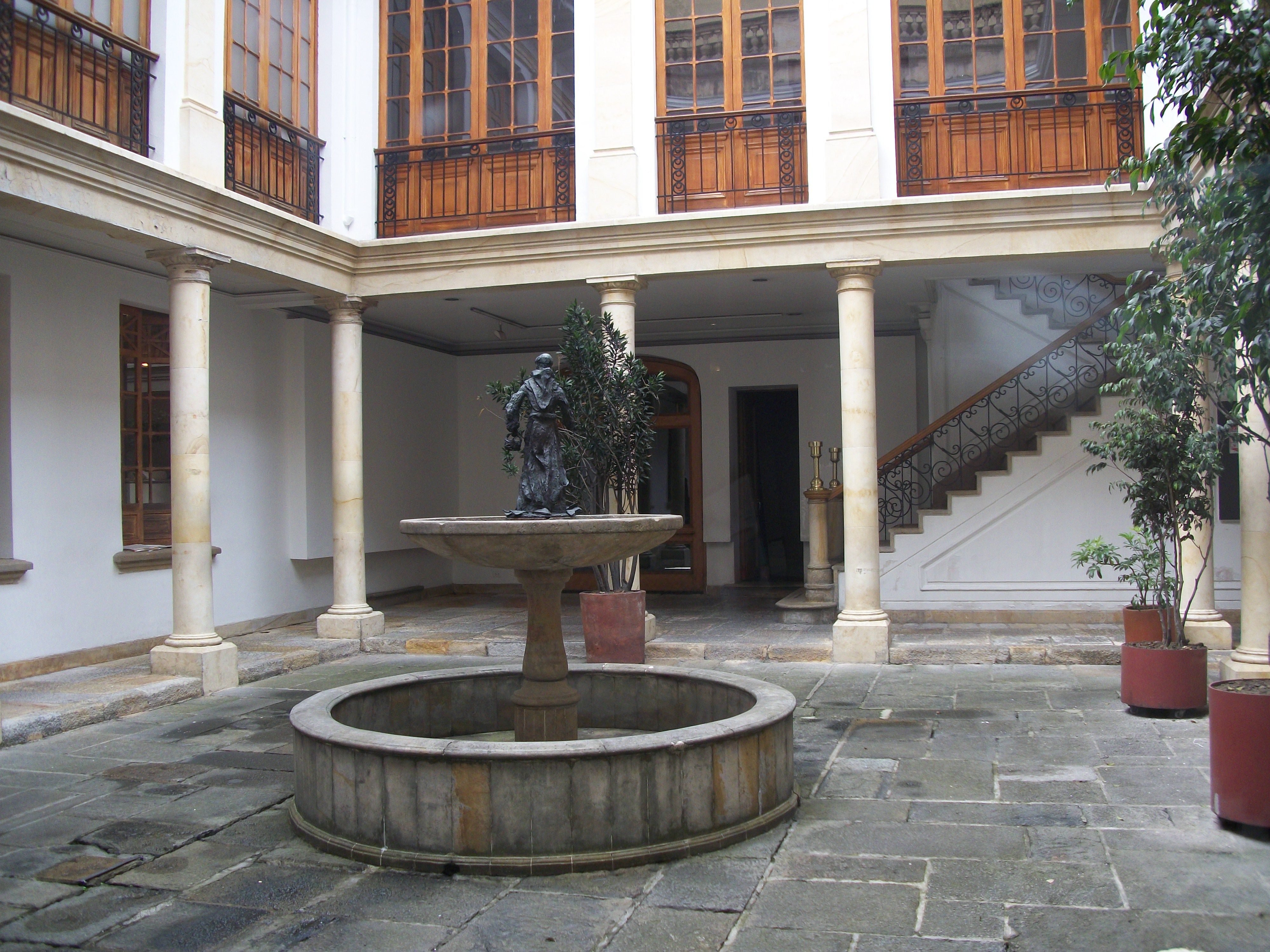
Pátio da Casa Republicana, integrada na face norte da Biblioteca

Em 1944 o Banco da República comprou a primeira biblioteca privada: a de Laureano García Ortiz, cujos 30 000 volumes de história e literatura nacional, jornais e revistas, incluíam manuscritos de próceres neogranadinos. Posteriormente adquiriu as de Carlos Lozano e Lozano, Luis Rueda Concha, Leopoldo Borda Roldán e a de Jorge Soto del Corral, entre outras. Organizou-se, então, uma sala de leitura com capacidade para 25 pessoas, fez-se a primeira catalogação que ficou registada em dois volumes publicados em 1949 e se iniciou bem como biblioteca pública.
Luis Ángel Arango, gerente geral do Banco, iniciou em 1955 as gestões para construir um edifício desenhado para albergar uma biblioteca pública que prestasse este serviço à cidade; o projecto entregou-se à assinatura de arquitetos Esguerra Sáenz Urdaneta Samper. A 20 de fevereiro de 1958, baixo a direcção do doutor Jaime Duarte French, foi inaugurada com o nome de Luis Ángel Arango —em homenagem ao promotor deste projecto cultural, falecido em 1957—. Num princípio teve capacidade para 250 pessoas, uma sala de exposições, e uma sala de audições musicais. Desde esse mesmo mês começou a publicar-se o Boletim Cultural e Bibliográfico, como órgão oficial da Biblioteca.
Para satisfazer a demanda dos utentes, em 1965 levou-se a cabo a primeira ampliação das instalações, o qual permitiu a duplicação da sua capacidade, a abertura da Sala Colômbia e da Mapoteca, e as primeiras cabines para pesquisadores. Incluiu a construção da Sala de Concertos com 367 cadeiras, desenhada pela assinatura Esguerra Sáenz Urdaneta Samper, abriu-se uma nova sala de exposições, ampliaram-se os depósitos de livros, e melhoraram-se as áreas técnicas e administrativas.
Em 1979 iniciou-se a prestação de novos serviços: a 18 de janeiro inaugurou-se a hemeroteca como secção independente no edifício que tinha sido sede do Palácio Arzobispal até 1948 e após o Corte Suprema de Justiça até 1978; o Portão dos Livros, lugar de leitura informal e de comercialização das publicações do Banco da República; restaurou-se a Casa Republicana e em 1979 inaugurou-se ali o então Museu de Arte Religiosa, cujas colecções estão hoje integradas à colecção permanente do Banco.
Como parte da política cultural do Banco da República, na década do oitenta se criaram bibliotecas em algumas de suas sucursais: Manizales (1981), Cartagena (1981), Girardot (1981), Riohacha (1981), Pasto (1981), Pereira (1983), Tunja (1983), Ipiales (1984), Ibagué (1984), Armenia (1986), Leticia (1986) e Quibdó (1987), com as mesmas características de bibliotecas públicas.

### Sistematização

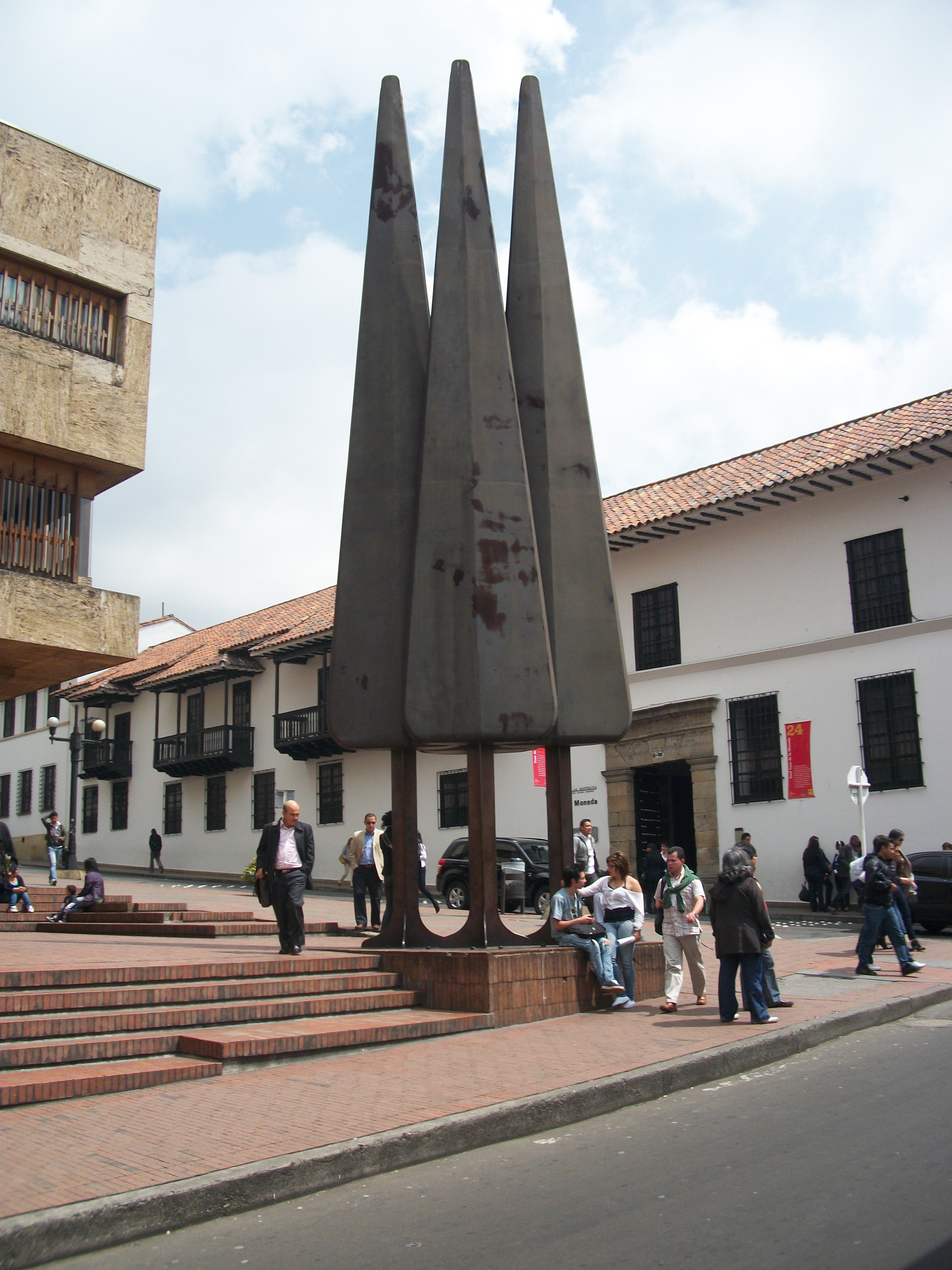
«Bosque cultural», escultura no custado suloccidental

Em 1983 retirou-se o Subgerente Cultural, Jaime Duarte French, e assumiu o cargo de directora Lina Espitaleta de Villegas, em momentos em que se vinham realizando estudos sobre a ampliação da biblioteca. A aprovação do projeto fez-se realidade e a biblioteca reabriu as suas portas a 5 de maio de 1990 com 44 000 m² (metros quadrados) de informação e cultura; albergou novamente nesta quadra a Hemeroteca, que deu passo à Casa de Exposições; esta começou a funcionar como tal em 1996.
A Biblioteca fez esforços por adoptar os últimos avanços em informática para bibliotecas, sendo sistematizada mediante o programa NOTIS, que se adquiriu em 1986 e incluía já 200 000 registos ao dispor ao serviço do público em 1990, recolhe a informação bibliográfica de toda a sua colecção e as existências bibliográficas de outras entidades locais e nacionais conectadas a seu banco de dados, que em 1998 incluíam 780 000 registos.
Foi por este período também que a Biblioteca começou a oferecer acesso a outras bases de dados como o vídeo texto, Juriscol —jurisprudência colombiana— e a outros serviços como a Informação especializada, cd-rom, rede Internet. Desde 1995 e baixo a direcção de Jorge Orlando Melo, deu-se um grande impulso à aquisição de novas colecções, à consulta através de Internet e à criação de uma biblioteca virtual que permite obter textos completos sobre o património cultural colombiano.
Actualemente na biblioteca virtual é possível consultar mais de 80 000 arquivos de texto, som e vídeo que conformam uma colecção de 860 livros completos, 4700 artigos de revistas, 815 biografias de personagens e um importante número de páginas interactivas para meninos e sobre temas relacionados com a arte.

## Sede de Bogotá

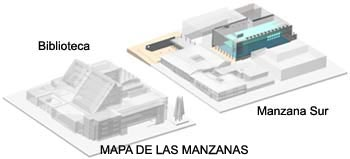
Complexo cultural do Banco da República, do qual é parte a Biblioteca Luis Ángel Arango em Bogotá

A Biblioteca Luis Ángel Arango conta com duas sedes na cidade de Bogotá: a tradicional, inaugurada em 1958 e localizada no bairro de La Candelaria, no Centro Histórico, que a sua vez se divide em duas manzanas: a norte e a sul. A segunda sede, localizada no norte de Bogotá, é a Biblioteca Alfonso Palácio Rudas/Casa Gómez Campuzano.
É a maior biblioteca e centro cultural do país, ainda que não faz parte da rede de bibliotecas públicas de BibloRed, já que não é administrada pela Prefeitura. Possui, ademais, um sistema de empréstimo por Internet que possibilita a entrega de publicações a domicílio.

### Manzana Norte
O complexo cultural estende-se sobre duas manzanas urbanas ocupando um área a mais de 45 000 m² de construção. Na manzana norte localiza-se a biblioteca, composta por onze salas de leitura (Sala de Colecções Básicas, Sala de Mapoteca, Sala de Pesquisadores, Sala de Hemeroteca, Sala de Ciência e Tecnologia, Sala de Economia, Sala de Artes e Humanidades, Sala de Ciências Jurídicas, Sala de Idiomas, Sala de Audiovisuais, Sala de Música), bem como uma sala de exposições bibliográficas, a Casa Republicana (para exposições artísticas), várias salas de conferências e a sala de concertos, a qual obteve o Prêmio Nacional de Arquitetura em 1966 e foi declarada Bem de Interesse Cultural Nacional em 2010.

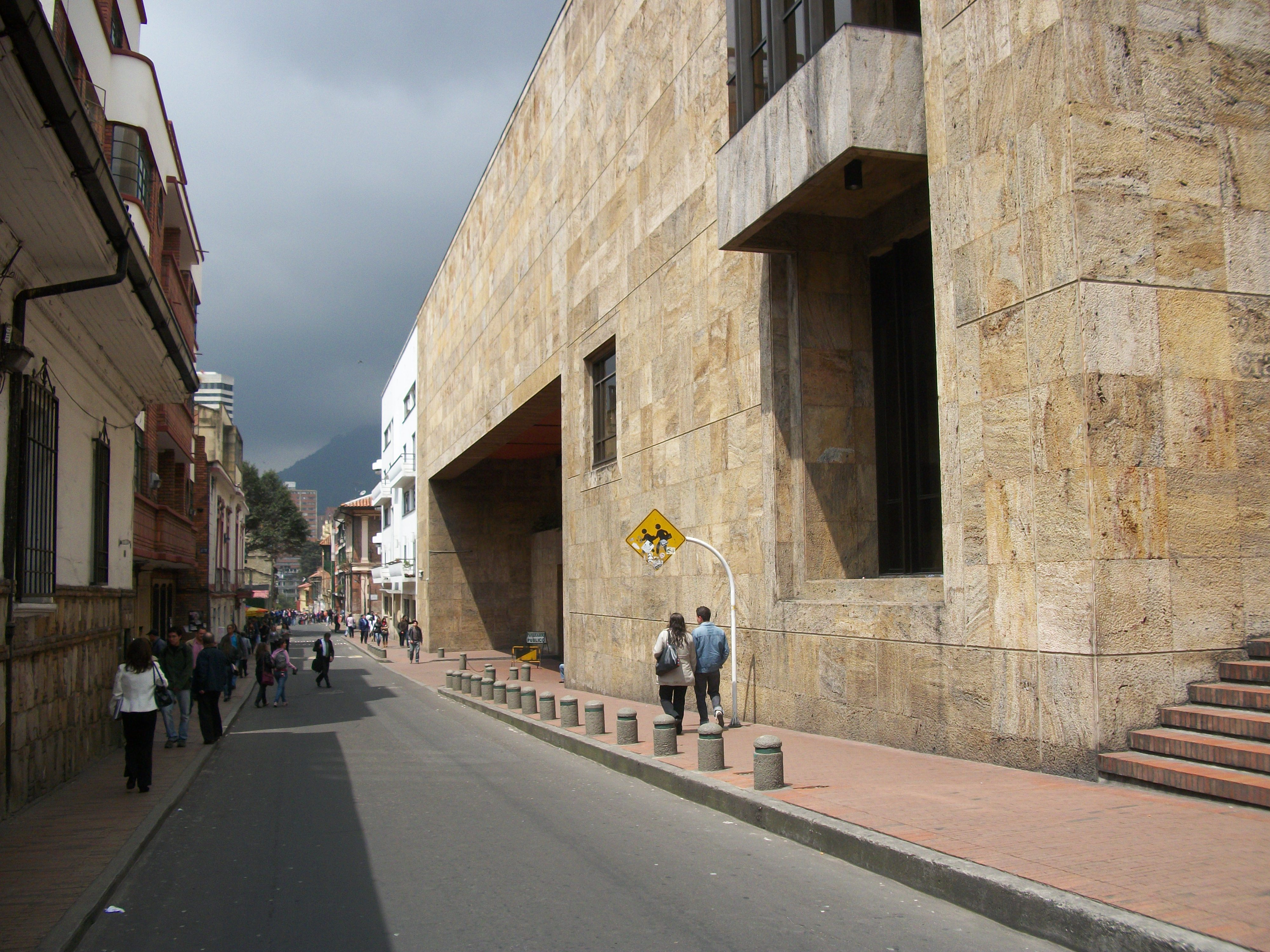
Custado ocidental da manzana norte

A biblioteca conta com ao redor de 2.000 postos de leitura e uma colecção de aproximadamente 2 500 000 volumes que inclui quase todos os livros publicados na Colômbia durante os séculos XIX e XX. As colecções da biblioteca incrementam-se em para perto de 120 000 instâncias por ano, incluindo compras e doações. O ênfase das aquisições está posto (além da compra de todo o publicado na Colômbia), numa grande percentagem das obras humanísticas e cientistas de importância publicadas em América Latina, Estados Unidos, França, Espanha, Alemanha e Itália, incluindo várias primeiras edições. A biblioteca tenta adquirir todas as obras literárias de importância escritas em espanhol, e edições em língua original de autores europeus e norte-americanos.

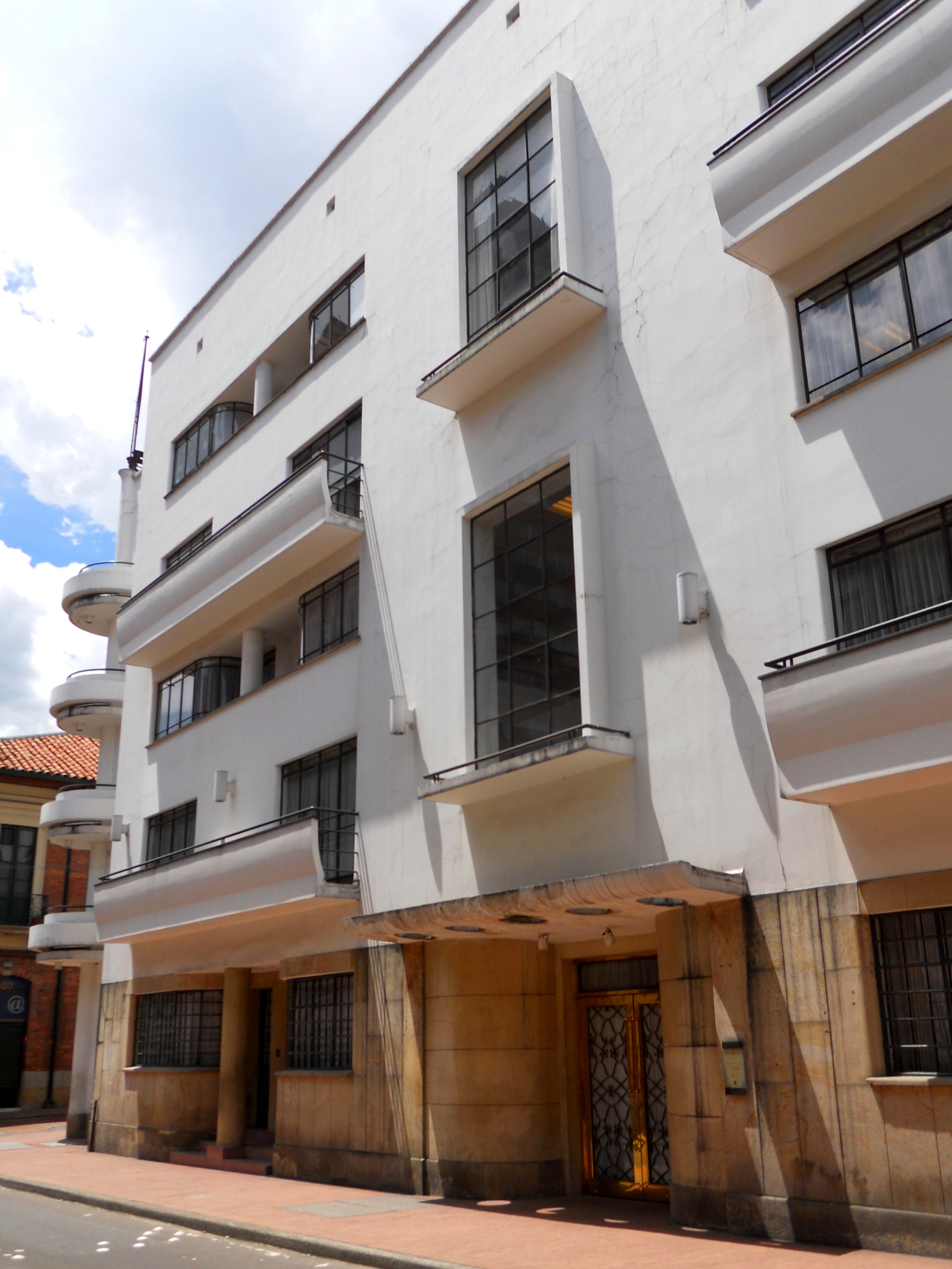
Fachada ocidental do edifício Vengoechea

Adicionalmente, conta com uma colecção de material audiovisual, com mais de 20 000 títulos de filmes e uma extensa colecção de fotografias antigas (daguerrotipos, ferrotipos, ambrotipos, etc.). A sua secção de Livros Raros e Manuscritos inclui 37 incunables universais (impressos até 1500), vários incunables italianos (até 1510) e espanhóis (até 1530), edições aldinas e elzevirianas, vários dos primeiros impressos colombianos chamados «incunables colombianos» (os livros publicados no país entre 1738 e 1800), uma colecção de arquivos históricos (como o arquivo comercial e pessoal de Tomás Cipriano de Mosquera) e numerosos fundos privados integrados à colecção geral e à de Livros Raros e Manuscritos, como os de Laureano García Ortiz e Alfonso Palácio Rudas, entre outros, com para perto de 40 000 instâncias a cada um.
Conta com onze salas especializadas classificadas por áreas do conhecimento: Música, Geografia, Ciências Sociais, Economia, Artes e Humanidades, Audiovisuais, Constitucional, Livros raros e Manuscritos, Ciência e Tecnologia, e segundo o tipo de material: Hemeroteca Luis López de Mesa, Sala Geral, Mapoteca e Sala de Referência. Recentemente abriram-se dois novos espaços, uma sala para a aprendizagem de idiomas e uma moderna sala de audiovisuais construída graças a uma doação do governo do Japão.
Em seu extremo sul occidental, no cruzamento da carreira Quinta com a rua Doce, encontra-se o edifício Vengoechea, construído em 1939 pelos arquitetos Manuel de Vengoechea e Ricardo Ribas. Alberga a zona administrativa da biblioteca.

#### Aquisições recentes
Desde 2009, incorporaram-se à Biblioteca Luis Ángel Arango vários fundos particulares de importância capital:

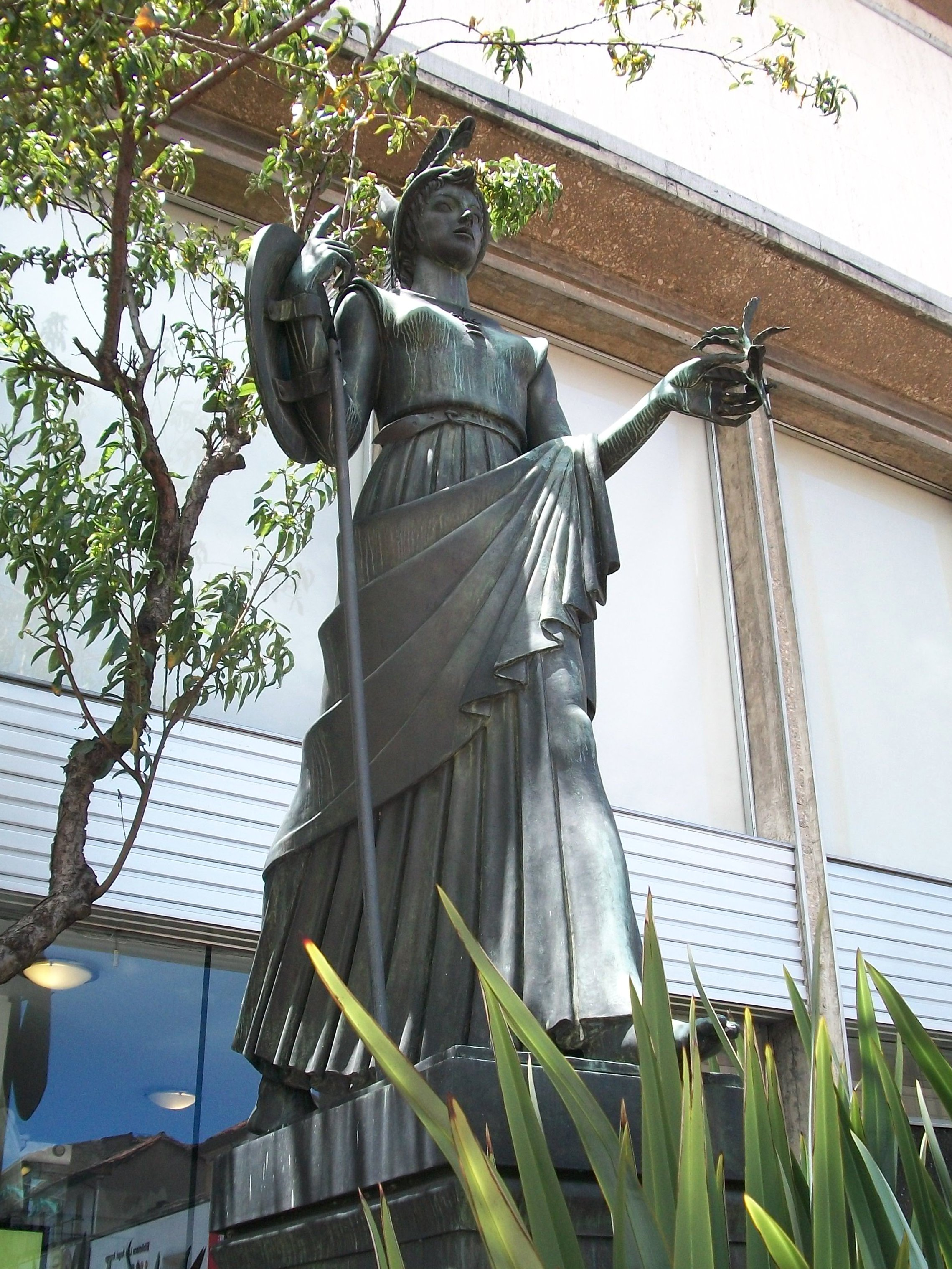
Estátua de Minerva, situada ao custado direito da entrada da biblioteca

- A biblioteca particular do filósofo Nicolás Gómez Dávila: Considerada pelo historiador Arnold Toynbee como uma das bibliotecas privadas mais importantes do mundo. Especializada em filosofia e literatura, a colecção conta com para perto de 30 000 instâncias publicadas entre os séculos XV e XX, incluindo três incunables universais, 137 impressos europeus do século XVI e uma grande quantidade de livros dos séculos XVII, XVIII e XIX, incluindo várias primeiras edições em língua original de Pascal, Immanuel Kant, Arthur Schopenhauer, Soren Kierkegaard, Friedrich Nietzsche e Karl Marx.
- O Arquivo Histórico de Emiliano Díaz del Castillo Zarama: Contém cerca de 14 000 documentos manuscritos datados entre 1541 e 1990 (com 4000 manuscritos anteriores a 1902) com informação relativa aos actuais territórios da Colômbia, Venezuela e Equador. Especialmente forte em documentos históricos do sul da Colômbia (Nariño, Cauca e Putumayo), inclui ademais, cerca de 600 instâncias de imprensa do século XIX (em sua maioria novos títulos) e 400 impressos americanos anteriores a 1920. Dentro dos manuscritos contam-se o único depoimento sobreviviente do Acta de Independência de Cali (3 de julho de 1810), o arquivo da fazenda Bomboná (epicentro da batalha de Bomboná em 1822), a correspondência de Tomás Cipriano de Mosquera em Iscuandé (ca. 1824-1827), o manuscrito pelo qual o general Leonardo Canal González se declarou presidente da Confederação Granadina em 1862 e nomeou a Pasto como capital da República, e numerosos manuscritos coloniais referidos a encomendas e culturas indígenas como os sindaguas e os andaquíes.
- Entre 2000 e 2008 incorporaram-se por compra ou doação as bibliotecas particulares de Juan Gustavo Cobo Borda (especializada em poesia, com para perto de 20 000 instâncias), a colecção de Jorge Ortega Torres (especializada em Direito, com para perto de 40 000 instâncias), Orlando Fals Borda (especializada em Sociologia), Pilar Moreno de Ángel (adquirida em associação com a Universidade Eafit de Medellín e com para perto de 8.000 instâncias especializadas em história da Colômbia e América Latina, incluindo uma colecção de vários centos de fotografias do século XIX), a de Bernardo Ramírez (especializada em Literatura com várias edições especiais de Marcel Proust e outros autores franceses) e a de Howard Rochester (com mais de 10.000 volumes especializados em literatura inglesa).

### Manzana Sul
A Biblioteca Luis Ángel Arango, além dos seus fundos bibliográficos e documentários, conta com várias colecções que são apresentadas de forma permanente na manzana sul.

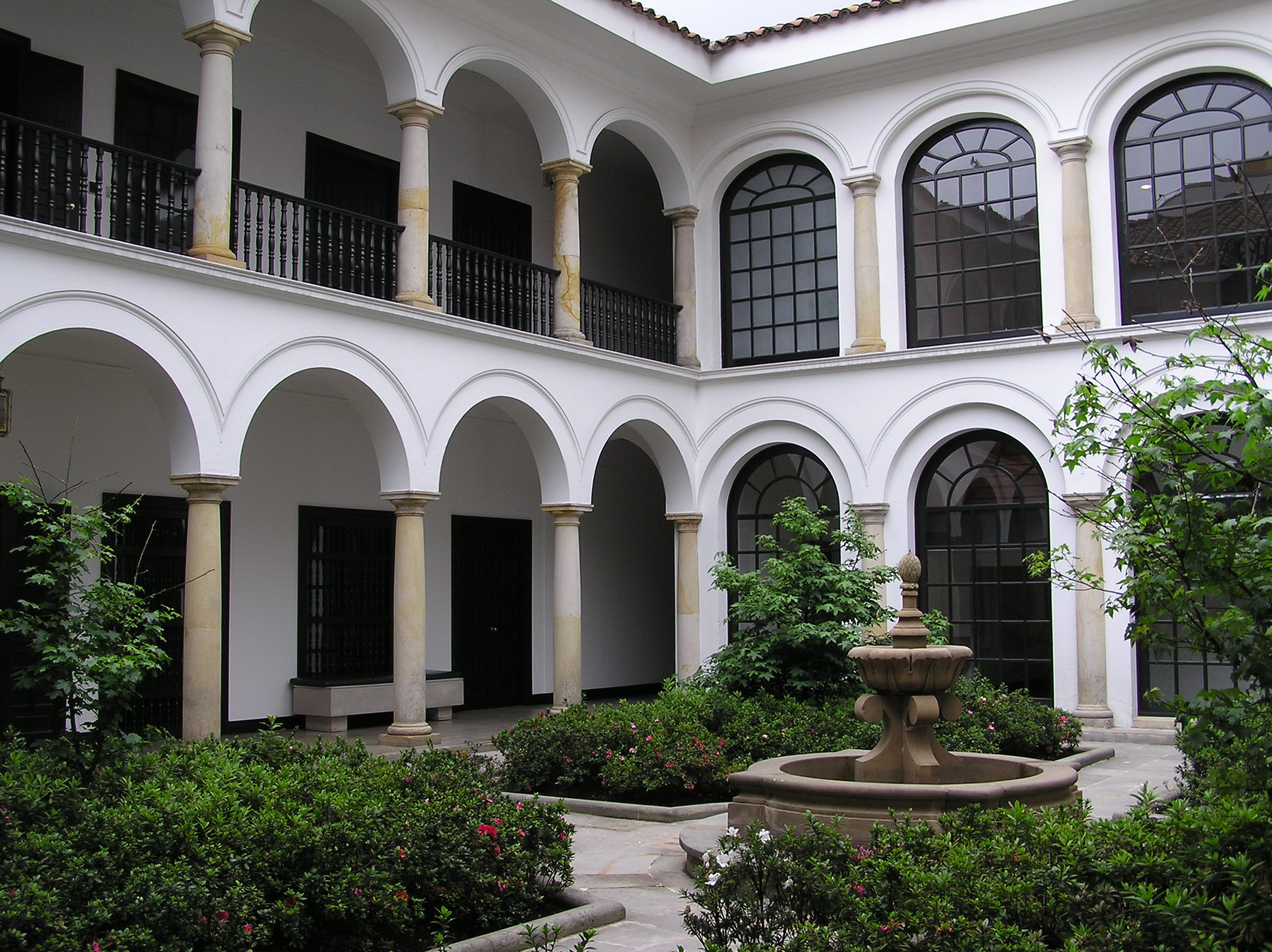
Interior do Museu Botero

- A Casa de Moeda, com a sua colecção de 11.000 peças da história numismática da Colômbia.
- O Museu Botero, com uma colecção de 87 obras de arte universal e 123 obras do próprio Fernando Botero. Destacam-se as obras de Pierre Bonnard, Max Beckmann, Pablo Picasso, Joan Miró, Claude Monet e um grande número de artistas pertencentes às vanguardias de finais do século XIX e todo o século XX.
- A Colecção de Arte do Banco da República, que exibe arte colombiana, latinoamericano e universal. Algumas obras notáveis são A Violência de Alejandro Obregón, Adán e Eva no jardim do Éden de Jan Brueghel o Jovem e a custodia  de San Ignacio, conhecida como La Lechuga.[4]
- O Museu de Arte do Banco da República, edifício inaugurado em 2004, Prêmio Nacional de Arquitetura 2006.